# オールウェイズ・ビー・マイ・ベイビー
「オールウェイズ・ビー・マイ・ベイビー」 (Always Be My Baby)は、マライア・キャリーの楽曲。5枚目のスタジオ・アルバム『デイドリーム』から4枚目のシングルカットとして発売された。
ミュージック・ビデオは前年にマライアが設立した「キャンプ・マライア」にて撮影が行われた。
リミックスも複数制作され、ダ・ブラットとエスケイプがフィーチャリング・アーティストとして参加した「ミスター・デュプリ・ミックス」ではS.O.S.バンドの「テル・ミー・イフ・ユー・スティル・ケア」をサンプリングしている。
Billboard Hot 100では2週連続首位、チャートには32週留まった。

## 収録曲
日本盤 3"シングル
1. オールウェイズ・ビー・マイ・ベイビー - 4:19
2. オールウェイズ・ビー・マイ・ベイビー (ミスター・デュプリ・ミックス・フィーチャリング・ダ・ブラット・アンド・エスケイプ) - 4:43
3. ロング・アゴー - 4:32

デジタルEP
1. Always Be My Baby (feat. Da Brat & Xscape - Mr. Dupri Mix) - 4:42
2. Always Be My Baby (feat. Xscape - Mr. Dupri No Rap Radio Mix) - 3:43
3. Always Be My Baby (feat. Da Brat & Xscape - Mr. Dupri Extended Mix) - 5:32
4. Always Be My Baby (Def Classic Radio Version) - 4:09
5. Always Be My Baby (Always Club Mix) - 10:26
6. Always Be My Baby (Groove A Pella) - 7:10
7. Always Be My Baby (Dub-A-Baby) - 7:16
8. Always Be My Baby (ST Dub) - 7:14
9. Always Be My Baby (Live at Madison Square Garden) - 3:48

## チャート成績
| チャート（1996年）               | 最高順位 |
| -------------------------------- | -------- |
| アメリカ（Billboard Hot 100）    | 1        |
| イギリス（全英シングルチャート） | 3        |